# Съвет за електронни медии
Съветът за електронни медии, често наричан с абревиатурата си СЕМ, е независим специализиран орган, който регулира радио- и телевизионната дейност в Република България, като регистрира или издава лицензии за осъществяването на такава дейност и упражнява надзор върху дейността на радио- и телевизионните оператори, излъчващи програми на територията на страната.
По закон СЕМ се състои от петима членове, от които трима се избират от Народното събрание и двама се назначават от президента. Мандатите на членовете на съвета са по шест години.

## Членове на СЕМ през годините:
- Анна Хаджиева (2002 – 2004; 2008 – 2016 г.)
- Бетина Жотева (2016 – 2022 г.)
- Бойчо Кулински (2007 – 2010 г.)
- Габриела Наплатанова (2022 – )
- Галина Георгиева (2019 – )
- Георги Лозанов (2001 – 2004; 2010 – 2016 г.)
- Георги Стоименов (2008 – 2012 г.)
- Ивелина Димитрова (2018 – 2021 /подава оставка през 2021 г.)
- Иво Атанасов (2013 – 2019 г.)
- Къдринка Къдринова (2024 – 2030 г.)
- Лилия Райчева (2001 – 2008 г.)
- Маргарита Пешева (2001 – 2010 г.)
- Мария Стоянова (2012 – 2018 г.)
- Мария Стефанова (2001 – 2010 г.)
- Мая Вапцарова (2007 – 2010 г.)
- Пролет Велкова (2022 – )
- Райна Николова (2004 – 2010 г.)
- Райчо Райков (2001 – 2003; 2004 – 2006 г.)
- Розита Еленова (2016 – 2022 г.)
- Симона Велева (2022 –)
- Соня Момчилова (2021 – 2024 г./довършва мандата на Ивелина Димитрова)
- София Владимирова (2010 – 2013; 2016 – 2022 г.)
- Тома Иванов (2001 – 2005 г.)

## Председатели на СЕМ
- Бетина Жотева – председател на СЕМ между май 2020 и април 2022 г.;
- Габриела Наплатанова – изпълнява длъжността председател на СЕМ между април и октомври 2024 г.;
- Георги Лозанов – председател на СЕМ между април 2010 и април 2016 г.;
- Маргарита Пешева – председател на СЕМ между ноември 2001 и ноември 2002 г., както и между ноември 2008 и ноември 2009 г.;
- Мария Стоянова – председател на СЕМ между април 2016 г. и май 2017 г.;
- Мария Стефанова – председател на СЕМ между декември 2006 и октомври 2008 г.;
- Симона Велева – изпълнява длъжността председател на СЕМ между октомври 2024 г. и април 2025 г.;
- Соня Момчилова – председател на СЕМ между април 2022 г. и април 2024 г.;
- София Владимирова – председател на СЕМ между май 2017 и май 2020 година.